# Noorma
Noorma – wieś w Estonii, w prowincji Tartu, w gminie Rannu.